# Resultados do Carnaval de Vitória em 2014
Esta página contém os resultados do Carnaval de Vitória no ano de 2014, sendo o primeiro com os dois Grupos Especiais A e B que desfilaram na sexta-feira e sábado de carnaval, além do Grupo de acesso.

## Escolas de samba

### Grupo Especial A
A Independente da Boa Vista sagrou-se campeã pela terceira vez. A Pega no Samba foi rebaixada para o Grupo Especial B.
| Legenda: Campeã Rebaixada |

| Col. | Escola                    | Enredo                                                                                             | Pontos |
| ---- | ------------------------- | -------------------------------------------------------------------------------------------------- | ------ |
| 1    | Independente de Boa Vista | Teu cheiro me dá prazer                                                                            | 297.8  |
| 2    | Mocidade Unida da Glória  | Tapetes - Do paraíso mágico ao Santuário da Fé: Castelo!                                           | 296.7  |
| 3    | Piedade                   | Do Agreste do Sertão de Gonzaga e Lampião - Pernambuco - Histórias de luta, do Frevo e do São João | 295.14 |
| 4    | Jucutuquara               | Oh Bahia, Ó                                                                                        | 295    |
| 5    | Pega no Samba             | Festa, Samba e Rock'n roll. Uma viagem de Liverpool à Vitória: 50 anos dos Beatles                 | 292.2  |

### Grupo Especial B
Novo Império foi a campeã do Grupo Especial B e promovida para o Grupo Especial A. Andaraí foi rebaixada para o grupo de acesso.
| Legenda: Promovida Rebaixada |

| Col. | Escola              | Enredo | Pontos |
| ---- | ------------------- | --- | ------ |
| 1    | Novo Império        | Se a arte imita a vida, com uma máscara eu posso sonhar, assistam o que uma comédia pode causar               | 292.9  |
| 2    | Imperatriz do Forte | Aduanas... Tudo para o Rei, tudo para o Estado, tudo pela Nação                                               | 291.5  |
| 3    | São Torquato        | Onze portais sagrados, divina morada da alegria, Caparaó Capixaba em São Torquato é essência da nossa energia | 286.3  |
| 4    | Barreiros           | Amor de mãe para filho, por toda a eternidade                                                                 | 285    |
| 5    | Andaraí             | Misticismo, sentimento, fé ou fascinação? Andaraí desvenda os mistérios da magia                              | 284.57 |

### Grupo de acesso
A Tradição Serrana sagrou-se campeã e foi promovida para o Grupo Especial B.
| Legenda: Promovida |

| Col. | Escola               | Enredo                                                          | Pontos |
| ---- | -------------------- | --------------------------------------------------------------- | ------ |
| 1    | Tradição Serrana     | Hoje tem carnaval? Tem sim, senhor!                             | 92,38  |
| 2    | Rosas de Ouro        | Entre todas as Rosas a mais Bela Sou Eu                         | 87,50  |
| 3    | Chegou O Que Faltava | Joga-se búzios, cartas e tarô. Traz seu amor de volta em 5 dias | 92,38  |

## Blocos carnavalescos
O bloco carnavalesco Pinduraí sagrou-se tricampeão.
| Col. | Escola                    | Enredo | Pontos |
| ---- | ------------------------- | ------ | ------ |
| 1    | Pindura Aí                |        | 249    |
| 2    | Tradição da Ilha          |        | 241,4  |
| 3    | Não Me Empurra Que é Pior |        | 226,9  |
| 4    | Lagartos Voadores         |        | 221,7  |
| 5    | Amarra o Burro            |        | 217,1  |
| 6    | Acadêmicos do Samba       |        | 215,8  |
| 7    | Arrastão do Amor          |        | 214,8  |
| 8    | Homicidas                 |        | 214,4  |
| 9    | Furiosos do Samba         |        | 211    |
| 10   | Virgens de Caratoíra      |        | 188,8  |
| 11   | Tô na Fofoca              |        | 161,4  |